# Casiornis
Casiornis (Casiornissen) is een geslacht van zangvogels uit de familie tirannen (Tyrannidae).

## Soorten
Het geslacht kent de volgende soorten:
- Casiornis fuscus – Grijskeelcasiornis
- Casiornis rufus – Rosse casiornis